# Rodilana
Rodilana es una localidad del municipio de Medina del Campo, provincia de Valladolid, comunidad autónoma de Castilla y León, España.
Es un barrio de Medina del Campo, aunque entre ambos cascos urbanos media una distancia de unos 7 km.

## Historia
Fue municipio independiente hasta 1976, año en que se decretó su incorporación al municipio de Medina del Campo.

## Geografía humana

### Demografía
| Gráfica de evolución demográfica de Rodilana entre 1842 y 1970 |
| |
| Población de derecho según los censos de población del INE Población de hecho según los censos de población del INEEntre el censo de 1981 y el anterior, este municipio desaparece porque se integra en el municipio 47085 (Medina del Campo) |

Evolución de la población en el siglo XXI
| Gráfica de evolución demográfica de Rodilana entre 2000 y 2022     |
|                                                                    |
| Población de derecho (2000-2020) según el padrón municipal del INE |

## Patrimonio

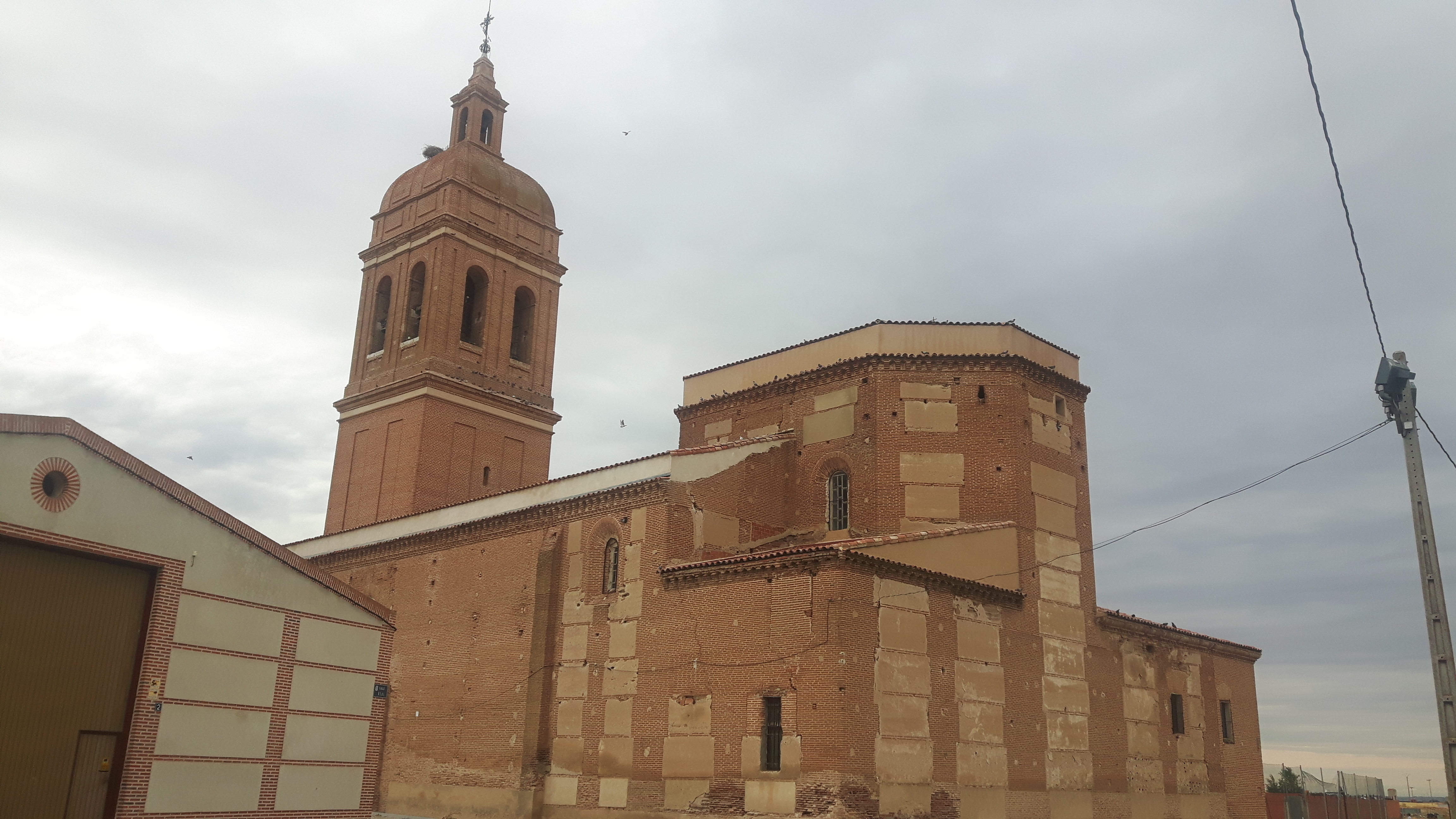
Iglesia de San Juan Bautista de Rodilana (Valladolid) (2)

- Iglesia de San Juan Bautista
- Ermita del Ecce Homo

## Cultura y ocio
Cuenta con un único colegio donde implanten educación infantil y educación primaria.
A pocos metros del colegio se encuentra el centro cívico.

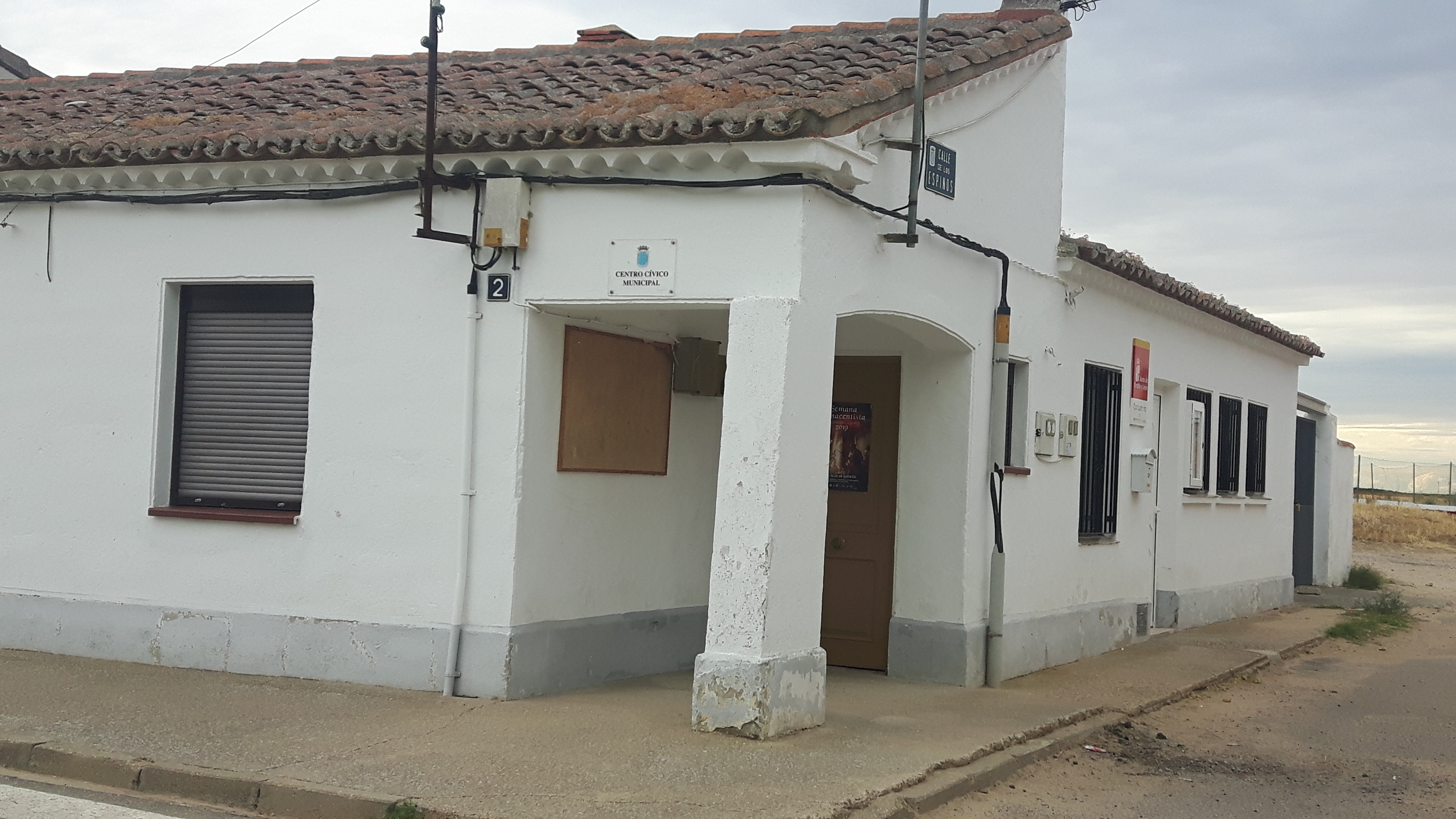
Centro Cívico de Rodilana (Valladolid)